# Кампунг-Бару
Кампунг-Бару – газове родовище на індонезійському острові Сулавесі.
У 1971 – 1972 роках на південно-західному півострові Сулавесі провели сейсморозвідувальні роботи у осадковому басейні Сенканг-Схід, після чого у 1975 – 1976 та 1981 роках відбулися кампанії з розвідувального та оцінного буріння. Одним з виявлених при цьому родовищ стало Кампунг-Бару.
Поклади газу родовища пов’язані з карбонатними відкладеннями верхнього міоцену та знаходяться на глибині близько 700 метрів. 
Отримана із трьох свердловин продукція після підготовки (осушка, вилучення сірководню та діоксиду вуглецю) подається через газопровід завдовжки 29 км та діаметром 200 мм на ТЕС Сенканг, яку ввели в експлуатацію у 1997 році.
Станом на кінець 2017 році залишкові запаси родовища за категорією 2P (підтверджені та ймовірні) оцінювали у 2,1 млрд м3 плюс ресурси категорії 2С у розмірі 3,9 млрд м3. Станом на кінець 2017 році залишкові запаси та ресурси за тими ж категоріями оцінювали у 1,2 млрд м3 та 4,4 млрд м3.